# UNASUR
UNASUR punim imenom Unija južnoameričkih država (španjolski: Unión de Naciones Suramericanas, nizozemski: Unie van Zuid-Amerikaanse Naties, portugalski:União de Nações Sul-Americanas) je nadnacionalna i međuvladina unija koja objedinjuju dvije postojeće organizacije slobodne trgovine Merkosur i Andsku zajednicu kao dio tekućeg procesa integracije Južne Amerike. Organizacija je nastala po uzoru na Europsku uniju.
Sporazum o osnivanju Južnoameričke unije je potpisan 23. svibnja 2008. na Trećem samitu državnika država u Braziliji., a unija je formalno nastala to jest postala pravni subjekt 11. ožujka 2011. Prvi predsjednik UNASUR-a je bivši argentinski predsjednik Néstor Kirchner. Prema ovom sporazumu, sjedište Unije će biti u Quitu, a južnoamerički parlament će se nalaziti u Cochabambi, dok će se njena banka Banka Juga, nalaziti u Caracasu. Iako je i po samom imenu ovo južnoamerička unija ona prihvaća za sada samo kao promatrače i latinoameričke države Sjeverne Amerika, ali je zatvorena za SAD i Kanadu.

## Članice
- Argentina
- Bolivija
- Brazil
- Čile
- Kolumbija
- Ekvador
- Gvajana
- Paragvaj
- Peru
- Surinam
- Urugvaj
- Venezuela

### Promatrači
- Meksiko
- Panama

## Vanjske poveznice
- Službena internet stranica glavnog tajnika  Arhivirana inačica izvorne stranice od 11. kolovoza 2015. (Wayback Machine)
- (šp.) Predsjedništvo  Arhivirana inačica izvorne stranice od 13. kolovoza 2010. (Wayback Machine)
- Zastava Saveza južnoameričkih naroda
- Južnoameričko vijeće obrane  Arhivirana inačica izvorne stranice od 1. prosinca 2017. (Wayback Machine)